# Bauteil (Technik)
Ein Bauteil (auch Komponente genannt) ist ein Einzelteil (z. B. Schraube, Kabel, Stecker, Dichtung, Gehäuse) eines technischen Komplexes (zum Beispiel Maschine,  Apparat etc.). Typischerweise wird das Wort in der Technik vorwiegend nur für Teile gebraucht, die einen Beitrag zur Funktion des Gesamtkomplexes leisten, gelegentlich aber auch für dekorative oder ähnliche Teile.
Im Allgemeinen wird versucht, einer Funktion auch genau ein Bauteil zuzuordnen. Ein darüber hinausgehendes Ziel in der Konstruktion besteht darin, eine Funktionsintegration zu erzielen, also durch jedes Bauteil mehrere Funktionen abzudecken. Ein solches Bauteil bezeichnet man als multifunktional.
Eine Gruppe von Bauteilen, die im Zusammenspiel einen Zweck erfüllen, bezeichnet man auch als Baugruppe.
Im Bauwesen werden Bauteile alternativ oft auch auf Grund ihrer geometrischen Form unterschieden: Wand, Säule …
In der Elektrotechnik ist ein Bauteil ein untrennbarer Gegenstand. Ein Teil, dem eine bestimmte Funktion zugeordnet ist, wird Bauelement genannt. Es kann durch Zusammenbau mehrerer Bauteile  entstehen.